# Highway: Rodando la Aventura (banda sonora)
Highway: Rodando la Aventura, el soundtrack o Highway: Rodando la Aventura soundtrack es el primer álbum de la miniserie de Disney Channel, Highway: Rodando la Aventura. Los intérpretes de las canciones son los conductores del Zapping Zone, Roger González, Valeria Baroni, Vanessa Andreu, Paulina Holguín, Daniel Rodrigo Martins, Miguel González, María Clara Alonso y Walter Bruno.

## Banda sonora
| Número de canción | Año  | Título             | Intérprete(s) | Autor y Compositor                                                                                  |
| ----------------- | ---- | ------------------ | --- | --------------------------------------------------------------------------------------------------- |
| 1                 | 2010 | Highway            | Paulina Holguín, Valeria Baroni, Maria Clara Alonso, Vanessa Andreu, Roger González, Walter Bruno, Miguel González y Daniel Rodrigo Martins | Autores Música y Letra: Sebastián Mellino (Productor) - Luis Sarmiento (Productor) - Ezequiel Bauza |
| 2                 | 2010 | Amigas Por Siempre | Paulina Holguín, Valeria Baroni, Maria Clara Alonso, Vanessa Andreu                                                                         | Autores Música y Letra: Sebastián Mellino (Productor) - Luis Sarmiento (Productor) - Ezequiel Bauza |
| 3                 | 2010 | Estrella de Rock   | Walter Bruno | Autores Música y Letra: Sebastián Mellino (Productor) - Luis Sarmiento(Productor) - Ezequiel Bauza  |
| 4                 | 2010 | Nuestro Amor       | Roger González y Valeria Baroni | Autores Música y Letra: Sebastián Mellino (Productor) - Luis Sarmiento (Productor) - Ezequiel Bauza |
| 5                 | 2010 | 911                | Valeria Baroni | Autores Música y Letra: Sebastián Mellino (Productor) - Luis Sarmiento (Productor) - Ezequiel Bauza |
| 6                 | 2010 | Secretos           | Maria Clara Alonso | Autores Música y Letra: Sebastián Mellino (Productor) - Luis Sarmiento (Productor) - Ezequiel Bauza |
| 7                 | 2010 | Caer en tu red     | Daniel Rodrigo Martins | Autores Música y Letra: Sebastián Mellino (Productor) - Luis Sarmiento (Productor) - Ezequiel Bauza |
| 8                 | 2010 | Cielo              | Paulina Holguín | Autores Música y Letra: Sebastián Mellino (Productor) - Luis Sarmiento (Productor) - Ezequiel Bauza |
| 9                 | 2010 | Un Manual          | Roger González | Autores Música y Letra: Sebastián Mellino (Productor) - Luis Sarmiento (Productor) - Ezequiel Bauza |
| 10                | 2010 | Puede Ser          | Roger González, Daniel Rodrigo Martins y Walter Bruno                                                                                       | Autores Música y Letra: Sebastián Mellino (Productor) - Luis Sarmiento (Productor) - Ezequiel Bauza |
| 11                | 2010 | Blablabla          | Paulina Holguín, Valeria Baroni, Maria Clara Alonso, Vanessa Andreu, Roger González, Walter Bruno, Miguel González y Daniel Rodrigo Martins | Autores Música y Letra: Sebastián Mellino (Productor) - Luis Sarmiento (Productor) - Ezequiel Bauza |
| 12                | 2010 | La Voz             | Paulina Holguín, Valeria Baroni, Maria Clara Alonso, Vanessa Andreu, Roger González, Walter Bruno, Miguel González y Daniel Rodrigo Martins | Autores Música y Letra: Sebastián Mellino (Productor) - Luis Sarmiento (Productor) - Ezequiel Bauza |

## Videoclips
- Amigas por siempre
- Nuestro Amor